# Дине Нивишки
Костадин (Дине) Нивишки е български революционер, деец на Вътрешната македоно-одринска революционна организация.

## Биография
Роден е в преспанското село Нивици, тогава в Османската империя, днес Псарадес, Гърция. Влиза във ВМОРО и става четник при Никола Кокарев, а по-късно е войвода на четата в Долна Преспа. Четата му от четирима души е обградена от аскер в пещерите на Нивичкото езеро на 30 юли 1903 година, малко преди избухването на Илинденско-Преображенското въстание. Дине загива с четника Кръстин, а Наке Илов от Нивици и още един четник оцеляват. Смъртта на Дине проваля въстанието в Преспа.